# Дубрава (Новосибірська область)
Дубрава (рос. Дубрава) — селище у Чулимському районі Новосибірської області Російської Федерації.
Входить до складу муніципального утворення Куликовська сільрада. Населення становить 31 особа (2010).

## Історія
Згідно із законом від 2 червня 2004 року органом місцевого самоврядування є Куликовська сільрада.

## Населення
| 2002 | 2007 | 2010 |
| ---- | ---- | ---- |
| 70   | ↘48  | ↘31  |